# 露点
露點（英語：Dew point）或露點溫度（英語：Dew point temperature）是在固定氣壓和含水量之下，空氣中所含的氣態水達到飽和而凝結成液態水所需要降至的溫度。在這溫度時，凝結的水飄浮在空中稱為霧、而沾在固體表面上時則稱為露，因而得名「露點温度」。
當露點降到冰點以下時，此時從空氣中析出的水氣並不會結成液態水，而是直接凝固成固態的冰，微細的冰粒沾在其他物體的表面上型成霜，這時的露點亦會被稱為霜點（Frost Point）。

## 簡介
露點與另一個常用濕度指標相對濕度有所關聯。相對濕度越高，露點會越接近氣溫；當相對濕度達到100%時，露點與氣溫相等。當露點不變時，相對濕度與氣溫成反比。
因為露點跟氣溫還有相對濕度都有關，所以自然界的露點一定會持續變化。
透過露點就可以知道出空氣中的水氣含量，因而露點是一項絕對濕度的指標。而在天氣圖上，一般都以露點來表示氣象站的溼度。
露點亦會被用作計算飞机引擎結冰以及出現霧的可能性，因此，對機師而言露點是一項重要數據。

## 解釋
參考「露點溫度圖」，該圖顯示了在不同溫度下，海平面空氣質量可以容納的水氣質量的最大百分比。當溫度上升時，水氣的平衡分壓亦會隨之然上升，從而使蒸發出更多的水氣；反之亦然。亦即，空氣中的水氣增減與其他氣體無關。當溫度到達露點時，不論其他氣體存在與否，露也會開始形成。露點也就是水氣分壓的單調函數。

## 人類對高露點時的反應
在高露點時，一般人都會感到不適。由於高露點時氣溫一般都會較高、而導致人體出汗；而高露點有時亦伴隨著高相對濕度、汗水揮發受阻，從而使人體過熱而感到不適。
另一方面，低露點時氣溫或者相對濕度會較低，任何一項都可令人體有效地散熱，因而比較舒適。
在內陸居住的人一般都會在露點到達15℃至20℃時開始感到不適；而當露點越過21℃時更會感到悶熱。

## 最高露點紀錄
有紀錄以來最高的露點是35℃，於2003年7月8日下午三時在沙特阿拉伯宰赫蘭所錄得。當時氣溫為42.2℃，酷熱指數高達77.7℃。

## 露點計算
知道相對濕度以及實際氣溫時，露點可以透過以下公式求得近似值：
{\displaystyle T_{d}={\frac {b\ \gamma (T,RH)}{a-\gamma (T,RH)}}}
當中的{\displaystyle \gamma }則是：
{\displaystyle \gamma (T,RH)={\frac {a\ T}{b+T}}+\ln(RH/100)}
溫度{\displaystyle T}和露點{\displaystyle T_{d}}單位為攝氏、相對濕度{\displaystyle RH}為百分比，{\displaystyle ln}則代表自然對數。常數{\displaystyle a}和{\displaystyle b}分別是：
{\displaystyle a=17.27}
{\displaystyle b=237.7}℃
此公式是基於Magnus-Tetens近似法（Magnus-Tetens Approximation），當中把飽和水汽壓視為溫度的函數。此方法僅在以下範圍時有效：
0℃ < {\displaystyle T} < 60℃
1% < {\displaystyle RH} < 100%
0℃ < {\displaystyle T_{d}} < 50℃

### 簡易近似法
當知道乾球溫度、而相對濕度大於50%時，露點可以用下列的公式求得，其誤差值僅為±1℃。
{\displaystyle T_{d}=T-{\frac {(100-RH)}{5}}}
或者
{\displaystyle RH=100-5(T-T_{d})}
以文字表示，即露點與乾球溫度每相差1℃，相對濕度即下降5%。在這裡乾球溫度{\displaystyle T}和露點{\displaystyle T_{d}}單位為攝氏、相對濕度{\displaystyle RH}為百分比。
有關此計算法的討論，可參閱美國氣象學會的期刊。